# Chaenopsis alepidota
Chaenopsis alepidota is een straalvinnige vissensoort uit de familie van de snoekslijmvissen (Chaenopsidae). De wetenschappelijke naam van de soort is voor het eerst geldig gepubliceerd in 1890 door Gilbert.